# La Chaussée-sur-Marne
La Chaussée-sur-Marne  là một xã thuộc tỉnh Marne trong vùng Grand Est đông nam nước Pháp. Xã nằm ở khu vực có độ cao trung bình 99 mét trên mực nước biển.